# Николенко, Наталья Ивановна
Наталья Ивановна Николенко (артистический псевдоним — Наталья Никольская; род. 20 сентября 1960) — российская пианистка, композитор.

## Биография
Родилась в 1960 году в городе Фрунзе (Киргизская ССР). С детства проявила яркие музыкальные способности. Ещё во время обучения в ЦМШ г. Фрунзе участвовала во многих музыкальных конкурсах и фестивалях. В 1984 году закончила Кыргызский Государственный Институт Искусств им. Бейшеналиевой по классу фортепиано Валерия Петаша, выпускника Московской консерватории (класс Льва Наумова). Переняв лучшие традиции русской пианистической школы, успешно выступала с концертами в качестве солистки и блестящего аккомпаниатора, тонко чувствующего музыкальную ткань произведений. В 1980 году стала дипломантом республиканского конкурса, в 1983 году лауреатом конкурса Рахманинова. Выступала в составе фортепианного дуэта с пианистом и композитором Олегом Резцовым. Её наставниками в разное время были — профессор Московской консерватории Лев Наумов, ректор Московской консерватории Тигран Алиханов, профессор по композиции Владимир Леви, пианист Виктор Рябчиков , скрипачка Татьяна Гринденко.
С 2004 член Союза театральных деятелей России.

## Творчество
В 1993 году начала сотрудничество с выдающимся театральным режиссёром Анатолием Васильевым, в театре которого родился метод театрально-мистериального действа с его завораживающим акустическим пространством.
Участвовала во многих театральных постановках Анатолия Васильева, в салонных концертах театра Школа драматического искусства
Совместно с Васильевым искала новаторское прочтение музыкальной оперы П.Чайковского «Евгений Онегин», что воплотилось в спектакле «Из путешествия Онегина» по Пушкину и Чайковскому, с его ироничными музыкальными номерами и выпуклой жанровостью музыки, с особой акцентировкой и энергетикой музыкальной ткани.
Участвовала в турне с театром по европейским странам — Франция, Италия, Швеция, Германия, Венгрия, Греция, а также Япония.
Работала над музыкальным материалом в театральной постановке спектакля «П. И. Чайковский. Лебединое озеро. Опера» (1998 г.) в театре«Тень» (режиссёр и художник Илья Эпельбаум и Майя Краснопольская) с оригинальным прочтением балета Чайковского, представленного в форме оперы, и получившем в 1999 году театральную премию «Золотая маска», как лучший кукольный спектакль года.
С 1996 года сотрудничает с колокольных дел мастером Александром Жихаревым, изобретателем бронзовых бил, выступающим с колокольными звонами в музее-заповеднике Коломенское и привлекающим необыкновенно гармоничными звуками жителей Москвы и гостей столицы. Совместно с ним записано несколько дисков с колокольными звонами и предпринято турне по городам Болгарии, завершившемся выступлением с концертом в соборе Св. Софии в Софии.
С 2009 года неоднократно приглашалась в США для проведения мастер -классов и перформенсов в ряде университетов США. Выступала с Бруклинским филармоническим симфоническим оркестром (дирижёр Куртис Пауэлл) и Доверским симфоническим оркестром (дирижёр Дональд Бакстон). Совместно с другими американскими музыкантами участвовала в большом концертном туре по крупнейшим городам восточного побережья США.
Выступала с известными музыкантами — заслуженная артистка России певица Людмила Илларионова, заслуженная артистка России актриса Людмила Дребнева, Сильвия Вадимова, Наталья Усманова, Наталья Бурлина и другими.
Композитор мультимедийного проекта «Веяна» по мотивам произведений писателя Юрия Маркушина.
В её концертный репертуар входит музыка современных композиторов, таких как Георгc Пелецис, Владимир Мартынов, Антон Батагов, американского композитора Филиппа Гласса и музыка композиторов — Шопена, Рахманинова, Равеля. Ею записано несколько музыкальных дисков.

## Театральные работы
- 1994 — «Разговоры с поэтом» (Александр Пушкин), режиссёр — Анатолий Васильев, Пушкинские горы (Россия)
- 1994 — Пять студенческих работ по Пушкину, (Курс ГИТИСа Анатолия Васильева), Москва (Россия)
- 1995 — «Маленькие трагедии» Александр Пушкин, режиссёр — Анатолий Васильев, Брауншвейг (Германия)
- 1995 — «Евгений Онегин. Сцены» Александр Пушкин, режиссёр — Анатолий Васильев, Брауншвейг (Германия)
- 1995 — Сцены из оперы «Каменный гость» Ал. Даргомыжский, Москва (Россия), 1995 — Брауншвейг (Германия)
- 1997 — «Дон Жуан или Каменный Гость и другие стихи Пушкина» (Александр Пушкин), режиссёр — Анатолий Васильев, Москва (Россия), 1998 — Псков (Россия)
- 1999 — «Пушкинский утренник» (Александр Пушкин), режиссёр — Анатолий Васильев, Москва (Россия), 2005 — Тбилиси (Грузия)
- 2000 — «Моцарт и Сальери. Requiem» (Александр Пушкин), режиссёр — Анатолий Васильев, Москва (Россия), 2000 — Рим (Италия), 2002 — Будапешт (Венгрия), 2006 — Амстердам (Голландия) 2006 — Авиньон (Франция)
- 2001 — «Пир» (Платон), режиссёр — Анатолий Васильев, Дельфы (Греция)
- 2003 — «Из Путешествия Онегина» Пушкин-Чайковский, режиссёр — Анатолий Васильев, Москва (Россия), 2003 — Сизуока (Япония), 2006 — Париж (Франция)
- 2004 — Театральный 24-часовой марафон «100 лет. День Леопольда Блума. Извлечение корня времени» по роману Джеймса Джойса «Улисс» (режиссёр — Игорь Яцко, занесен в «Книгу рекордов России» как самый продолжительный театральный марафон, Москва (Россия).
- 2004 — «Илиада. Песнь XXIII. Погребение Патрокла. Игры» (Гомер) режиссёр — Анатолий Васильев, Москва(Россия)
- 2007 — «Чудо со щеглом» (А. Тарковский — Ф. Шуберт, режиссёр — Александр Огарев, Москва (Россия)
- 2009 — «Фауст» (Гёте), режиссёр -Борис Юхананов, Москва (Россия)

## Музыка к спектаклям
- 1998 — Восстановление музыкального материала балета П. Чайковского «Лебединое озеро», режиссёр — Илья Эпельбаум, Золотая маска в номинации лучший кукольный спектакль 1999 года)
- 2001 — Музыка к спектаклю «Мрамор» И. Бродского, (режиссёр Сергей Красноперец, художник Виктор Харитоненко) — спектакль-участник третьей международной театральной олимпиады.
- 2003 — Музыка к спектаклю «Двенадцатая ночь» по У. Шекспиру для Краснодарского театра (режиссёр Сергей Красноперец)

## Избранные сочинения
- Концерт для фортепиано с оркестром
- Соната для скрипки и фортепиано
- «Музыка сфер» для симфонического оркестра
- «Рождественская серенада» для струнного оркестра
- «Метаморфозы» для фортепиано
- Романсы для голоса и фортепиано
- 24 прелюдии для фортепиано